# Lista de colônias alemãs na África

## Império Colonial Alemão
Império Colonial Alemão foi o termo empregado para designar uma área ultramarina formada no final do século XIX como parte do Império Alemão da dinastia Hohenzollern. O surgimento do imperialismo alemão coincidiu com a "Partilha da África," durante a qual a Alemanha competiu com outras potências europeias pelo controle do território do último continente inexplorado.

| Belga     | Italiana             |
| Britânica | Portuguesa           |
| Francesa  | Espanhola            |
| Alemã     | Países Independentes |

## Camarões Alemães
Camarões Alemães (em alemão: Kamerun) foi uma colônia africana do Império Alemão de 1884 a 1916 na atual região de República dos Camarões.

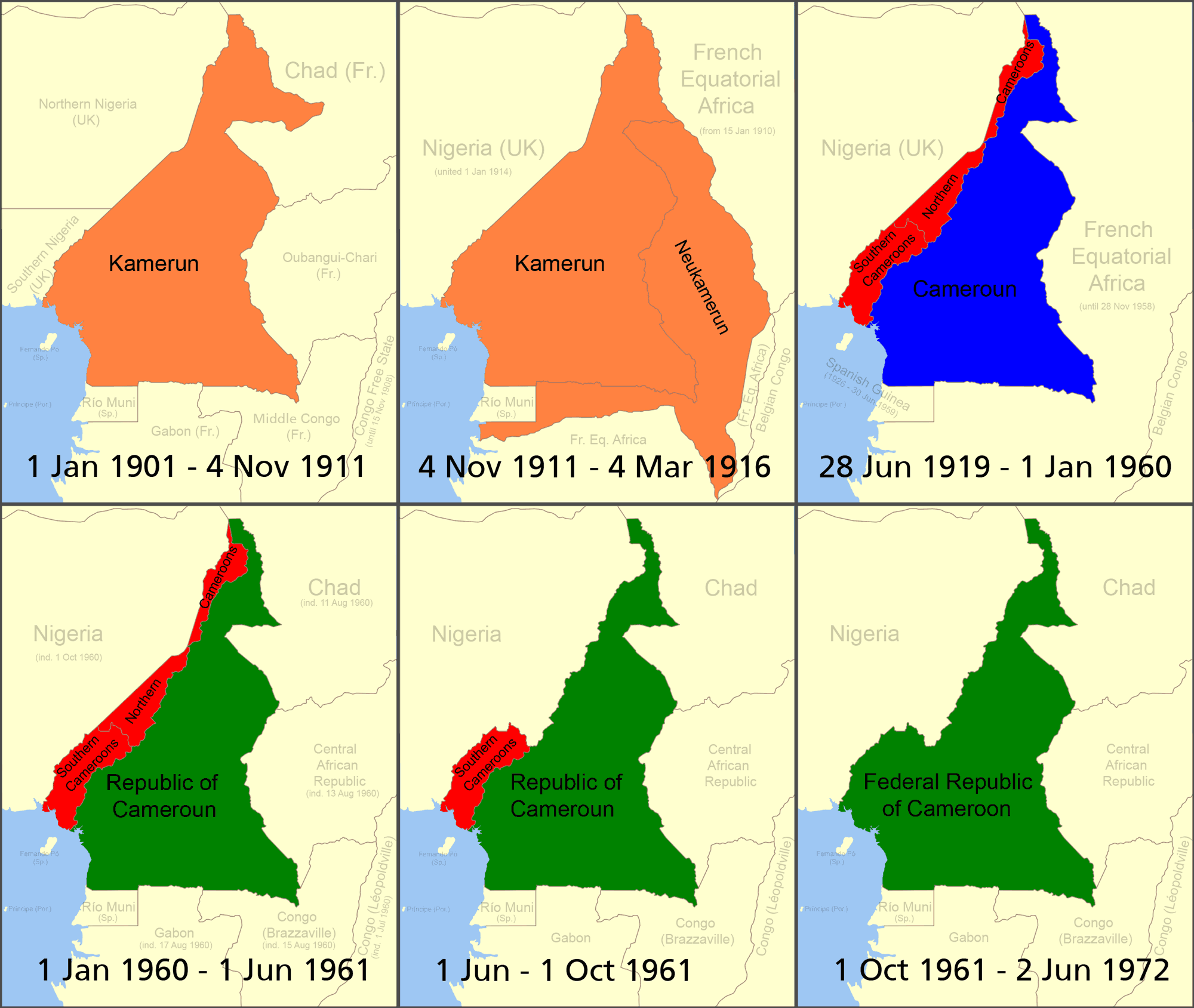
Camarões ao longo do tempo.
Camarões Alemães
Camarões Britânicos
Camarões francês
República dos Camarões

O primeiro posto comercial alemão, foi fundado em Douala em 1868 pela empresa de navegação Hamburger Woermann. O protetorado foi estabelecido durante a "Partilha de África" pelo explorador alemão e imperialista Gustav Nachtigal. Foi ampliado com Novos Camarões em 1911 como parte do acertamento da Crise de Agadir, resolvida pelo Tratado de Fez. Foi conquistada em 1916 pelos Aliados durante a Primeira Guerra Mundial. Após a derrota da Alemanha, o território foi dividido em dois Liga das Nações mandatos (Classe B) sob a administração da Grã-Bretanha e França. O Camarões francês e parte de Camarões Britânicos foram reunificados em 1961, como Camarões.

A Alemanha estava particularmente interessada no potencial agrícola dos Camarões. Foi sob a influência do empresário Adolph Woermann, cuja empresa instalou uma casa comercial em Douala, que Bismarck, inicialmente céptico quanto ao interesse do projecto colonial, se convenceu. Grandes empresas comerciais alemãs (Woermann, Jantzen und Thoermalen) e concessionárias (Sudkamerun Gesellschaft, Nord-West Kamerun Gesellschaft) se estabeleceram maciçamente na colônia. Deixando que as grandes empresas impusessem a sua ordem, a administração simplesmente as apoiava, protegia e eliminava as rebeliões indígenas. A Alemanha planejava construir um grande império africano, que ligaria Camarões, através da República do Congo e da República Democrática do Congo às suas possessões da África Oriental; Algo que deu errado pois a República do Congo passou a ser parte da França Colonial e se tornou o Congo Francês e a República Democrática do Congo passou a ser parte da Bélgica Colonial e se tornou o Congo Belga.

Bandeira da África Oriental Alemã.

## África Oriental Alemã

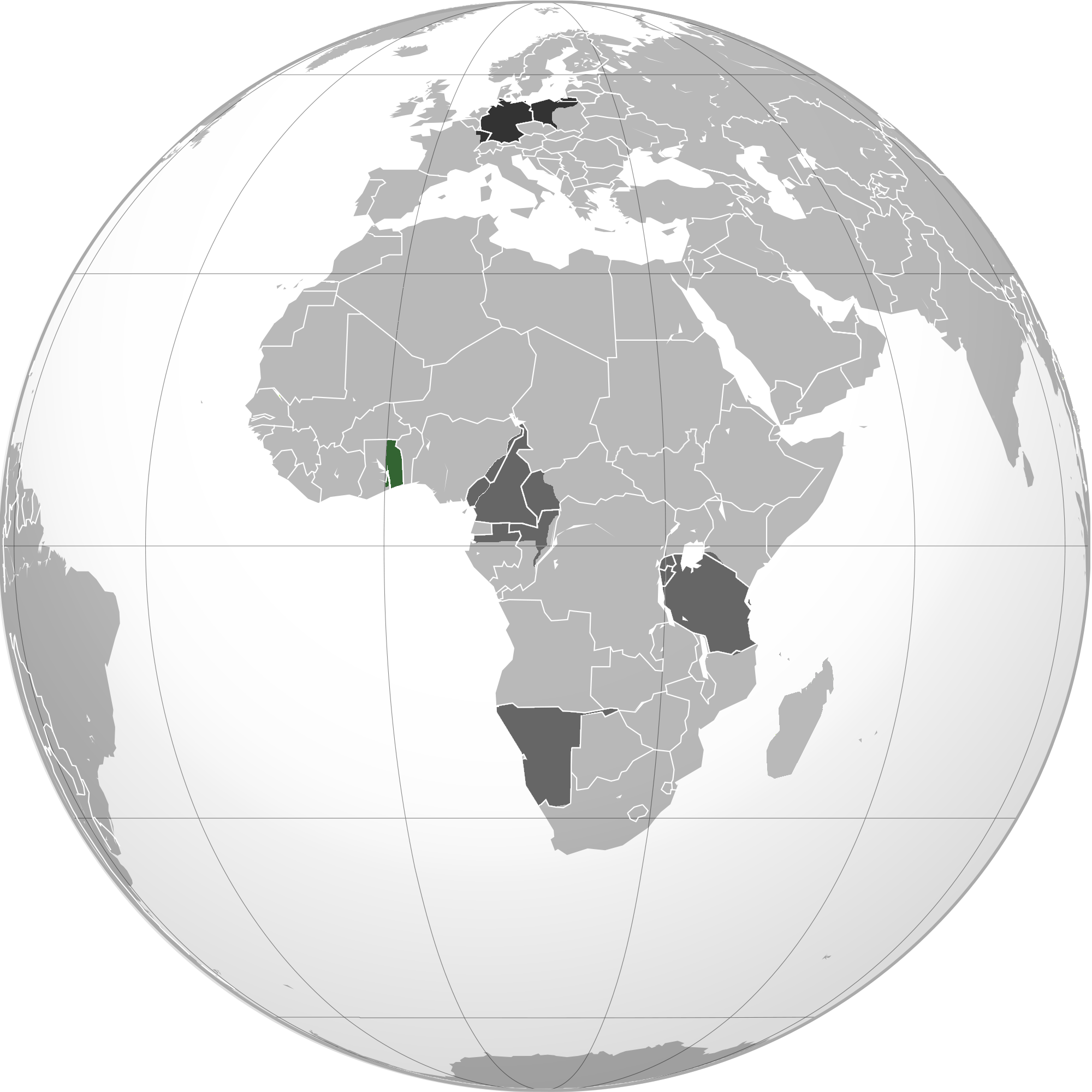
As possessões colonias do Império Alemão (acima, em cinza escuro) na África. Em verde, a África Oriental Alemã e em cinza claro as outras posses alemãs.

A África Oriental Alemã (em alemão Deutsch-Ostafrika) foi uma colônia alemã no leste do continente africano que incluía os territórios posteriormente conhecidos como Tanganica (a porção continental do que é hoje a Tanzânia), Burundi e Ruanda. Criada durante os anos 1880 e dissolvida durante a Primeira Guerra Mundial, quando aquela região foi tomada por forças britânicas, a colônia cobria uma área de 994.996 km².
Em 3 de março de 1885, o governo alemão anunciou que havia concedido uma carta imperial (assinado por Bismarck em 27 de fevereiro) a empresa de Carl Peters que pretendia estabelecer um protetorado na África Oriental.
A colônia foi organizada quando os militares alemães foram solicitados, no final da década de 1880, a reprimir uma revolta contra as atividades da Companhia Alemã da África Oriental. Terminou com a derrota da Alemanha Imperial na Primeira Guerra Mundial. Em última análise, a África Oriental Alemã foi dividida entre Grã-Bretanha, Bélgica e Portugal e foi reorganizada como um mandato da Liga das Nações.

Um dos grandes símbolos da África Oriental Alemã foi o O general Paul von Lettow-Vorbeck, que serviu no Sudoeste Africano Alemão e em Kamerun, liderou os militares alemães na África Oriental Alemã durante a Primeira Guerra Mundial. Seus militares consistiam em 3.500 europeus e 12.000 nativos Askaris e carregadores. Sua estratégia de guerra era atacar o exército britânico / imperial de 40.000, que às vezes era comandado pelo ex-comandante da Segunda Guerra dos Bôeres, Jan Smuts. Uma das maiores vitórias de Lettow-Vorbeck foi na Batalha de Tanga (3-5 de novembro de 1914), onde as forças alemãs derrotaram uma força britânica oito vezes maior.

## Sudoeste Africano Alemão
```
   |-
       |
Erro:
:  
valor não especificado para "
nome_comum
"
```

Sudoeste Africano Alemão (alemão: Deutsch-Südwestafrika, DSWA) foi uma colônia alemã de 1884 até 1915, quando foi assumido pela África do Sul e administrado como Sudoeste Africano até finalmente se tornar República da Namíbia em 1990.
Em 1883, o comerciante alemão Adolf Lüderitz comprou de um chefe nativo uma área denominada "Angra Pequena". A cidade de Lüderitz e a costa adjacente são atualmente chamados com seu nome. Em 24 de abril de 1884, ele fixou a área sob proteção do Império Alemão para com isso deter intrusões britânicas. No início de 1884, o navio SMS Nautilus da Marinha Imperial Alemã, foi avaliar a situação. Um relatório favorável do governo e o consentimento britânico resultaram na visita do SMS Leipzig e SMS Elisabeth. A bandeira alemã foi finalmente içada em 7 de agosto de 1884.
Em 1893 e 1894, a primeira rebelião hotentote dos namas e seu líder legendário Hendrik Witboi ocorreu. Os anos seguintes presenciaram muitas revoltas de locais contra alemães, a maior das quais foi a Guerra dos Hereros de 1904. Fazendas remotas foram atacadas, e aproximadamente 150 assentados alemães foram mortos. A “Tropa de Proteção” de apenas 766 homens e adjuntos locais, de início, não foram páreo para os hereros. Os hereros ficaram na ofensiva, algumas vezes cercando Okahandia e Windhoek, e destruindo a ponte da estrada férrea de Osona. Tropas adicionais saíram às pressas da Alemanha sob comando do Tenente-General Lothar von Trotha e esmagaram a rebelião na Batalha de Waterberg. Os hereros recuaram para a região árida de Omaheke, lado oeste do Deserto de Kalahari, onde muitos deles morreram de sede. As tropas alemãs vigiaram todas as fontes de água e ordenaram matar qualquer herero a vista. Somente alguns conseguiram escapar pelos territórios britânicos.
No outono de 1904, os nama entraram na peleja contra o poder colonial sob comando de seus líderes Hendrik Witboi e Jakob Morenga, esse último referido como o ”Napoleão Negro”. Essa revolta foi finalmente reprimida entre 1907-1908.
No total, entre 25.000 e 100.000 hereros, mais de 10.000 namas e 1.749 alemães moreram no conflito.

Durante a Primeira Guerra Mundial, tropas sul-africanas iniciaram hostilidades com a agressão ao posto policial de Ramansdrift em 13 de setembro de 1914. Assentados alemães foram transportados para campos de concentração perto de Pretória e depois em Pietermaritzburg. Por causa da esmagadora superioridade militar sul-africana, as tropas alemãs, junto com voluntários dos descendentes de holandeses lutando na Campanha do Sudoeste da África no lado alemão, só ofereceram oposição como atraso tático. Em 9 de julho de 1915, Victor Franke, o último comandante alemão das tropas de proteção, rendeu-se perto de Knorab.
Após a guerra, a área se tornou possessão britânica, e foi instituído o protetorado sul-africano pela Liga das Nações. Em 1990, a antiga colônia se tornou independente como Namíbia, governada pelo outrora movimento de libertação SWAPO.
Uma variedade de nomes, construções e comércios alemães ainda existem no país, e em torno de 20.000 descendentes dos assentados alemães ainda vivem no país, preservando a língua e os costumes.

## Togolândia
A Togolândia (Ou Protetorado da Togolândia ou Togolândia Alemã) foi um protetorado alemão na África Ocidental de 1884 a 1916, abrangendo o que é hoje a nação de Togo e grande parte do que é atualmente a Região do Volta do Gana. A colônia foi fundada durante a partilha da África. A colônia foi criada em 1884 e ocupava parte do que era então conhecida por "Costa dos Escravos" e expandiu-se gradualmente para o interior. No começo da Primeira Guerra Mundial em 1914, a colônia foi englobada no conflito. Foi invadida e rapidamente tomada pelas forças inglesas e francesas durante a Campanha do Togo e colocada sob domínio militar. Em 1916, o território foi separado nas zonas administrativas francesa e inglesa, o que foi oficializado em 1922 com a criação da Togolândia britânica e da Togolândia francesa.
Depois de apelar a colônia alemã para se render em 6 de agosto de 1914, as tropas francesas e britânicas invadiram sem oposição no dia seguinte. Os militares não estavam estacionados no protetorado. A força policial era composta por um comandante e sub-comandante, 10 sargentos alemães, um sargento nativo e 660 policiais togoleses implantados em todo o território. As forças da Entente ocuparam a capital Lomé, então avançaram para uma estação de rádio e uma nova estação de rádio próximo de Kamina (leste de Atakpamé). A colônia se rendeu em 26 de agosto de 1914, depois que os técnicos alemães que tinham construído a instalação de rádio destruíram a estação durante a noite de 24/25 de agosto. Nas semanas anteriores à destruição, Kamerun, Sudoeste Africano Alemão, África Oriental Alemã e 47 navios em alto-mar receberam relatórios sobre as ações dos Aliados, bem como avisos de situações difíceis à frente. Em 27 de dezembro de 1916, a Togolândia foi separada em zonas administrativas francesas e britânicas. Após o fim da Primeira Guerra Mundial, a recém-criada Checoslováquia tentou adquirir a colônia [carece de fontes], no entanto, isso não realizou-se. Após a ratificação do Tratado de Versalhes em 20 de julho de 1922, a Togolândia tornou-se formalmente um Mandato Classe B dividido da Liga das Nações em Togolândia britânica e Togolândia francesa, abrangendo, respectivamente, cerca de dois terços e um terço do território.
A área britânica da antiga colônia alemã foi integrada no Gana em 1957, após um plebiscito em maio de 1956, onde 58% dos residentes da área britânica votaram a favor do ingresso no Gana após a sua independência, ao invés de permanecer sob tutela administrada pelos britânicos. A região governada pelos franceses tornou-se a República do Togo em 1960 e atualmente é conhecido como Togo. Em 1960, o novo Estado convidou o último governador alemão da Togolândia, Duque Adolf Friedrich de Mecklenburg, para as celebrações oficiais da independência.